# Wilhelm August Degèle
Wilhelm August Degèle (* 7. Februar 1820 in Hannover; † nach 1888) war ein deutscher Daguerreotypist,  Tanzlehrer und Herausgeber sowie Freimaurer.

## Leben

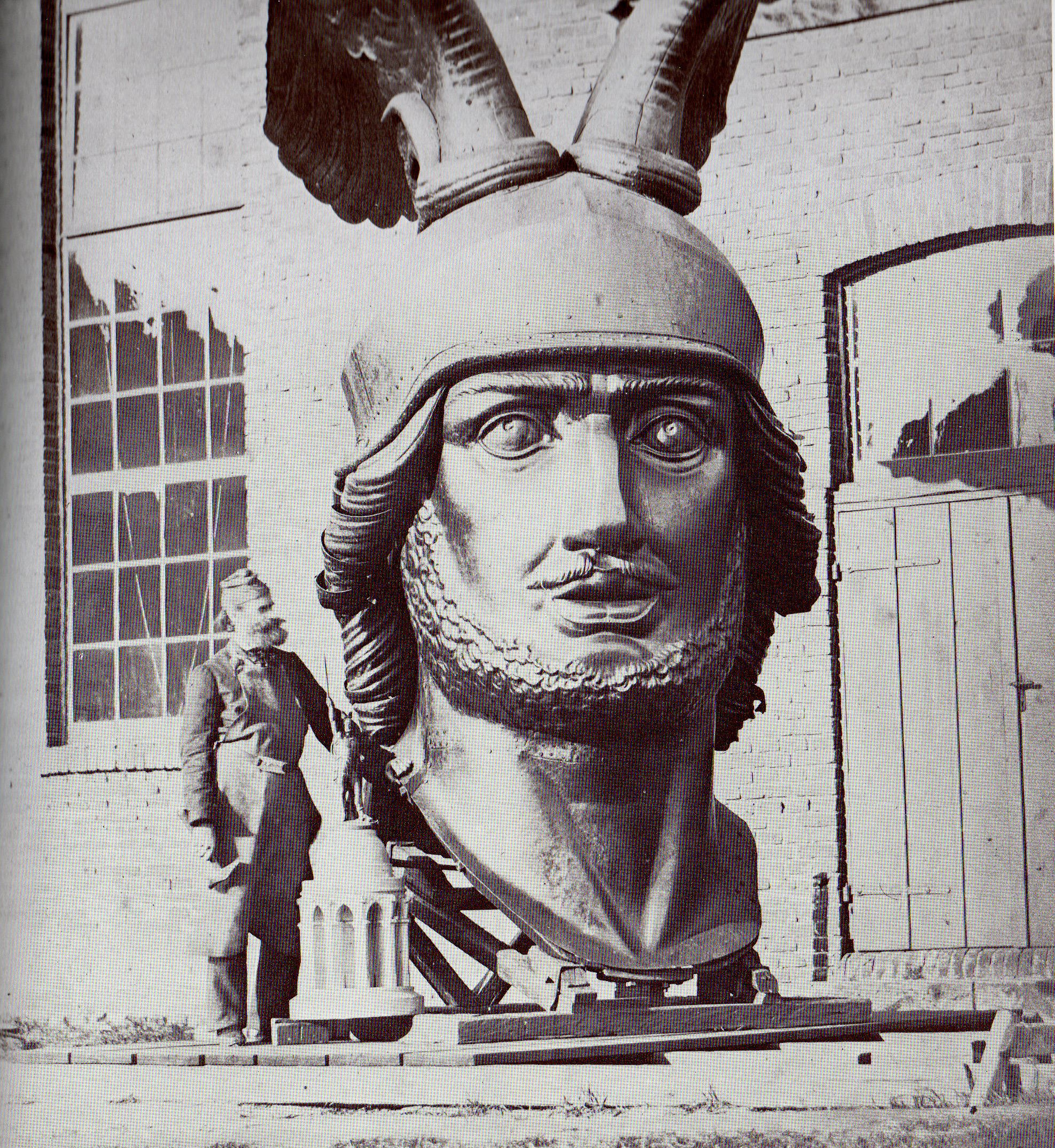
Ernst von Bandel (vor seiner Werkstatt) mit dem Kopf des Hermannsdenkmals

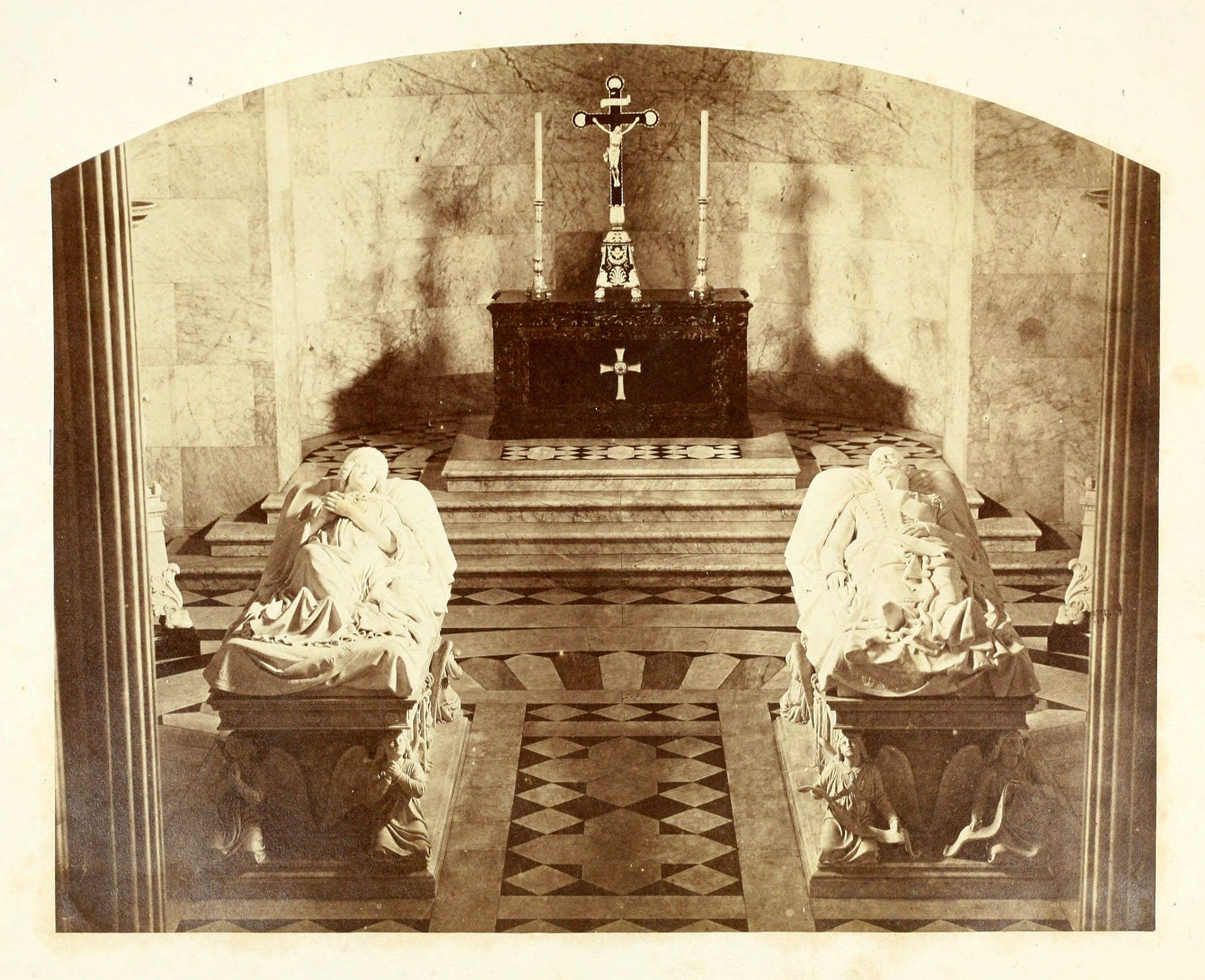
Blick in das Welfenmausoleum im Berggarten mit den Sarkophagen von Königin Friederike und König Ernst August;
um 1861, Foto Degèles in dem anlässlich der Einweihung des Ernst-August-Denkmals entstandenen Ernst August Album von Klindworth’s Verlag

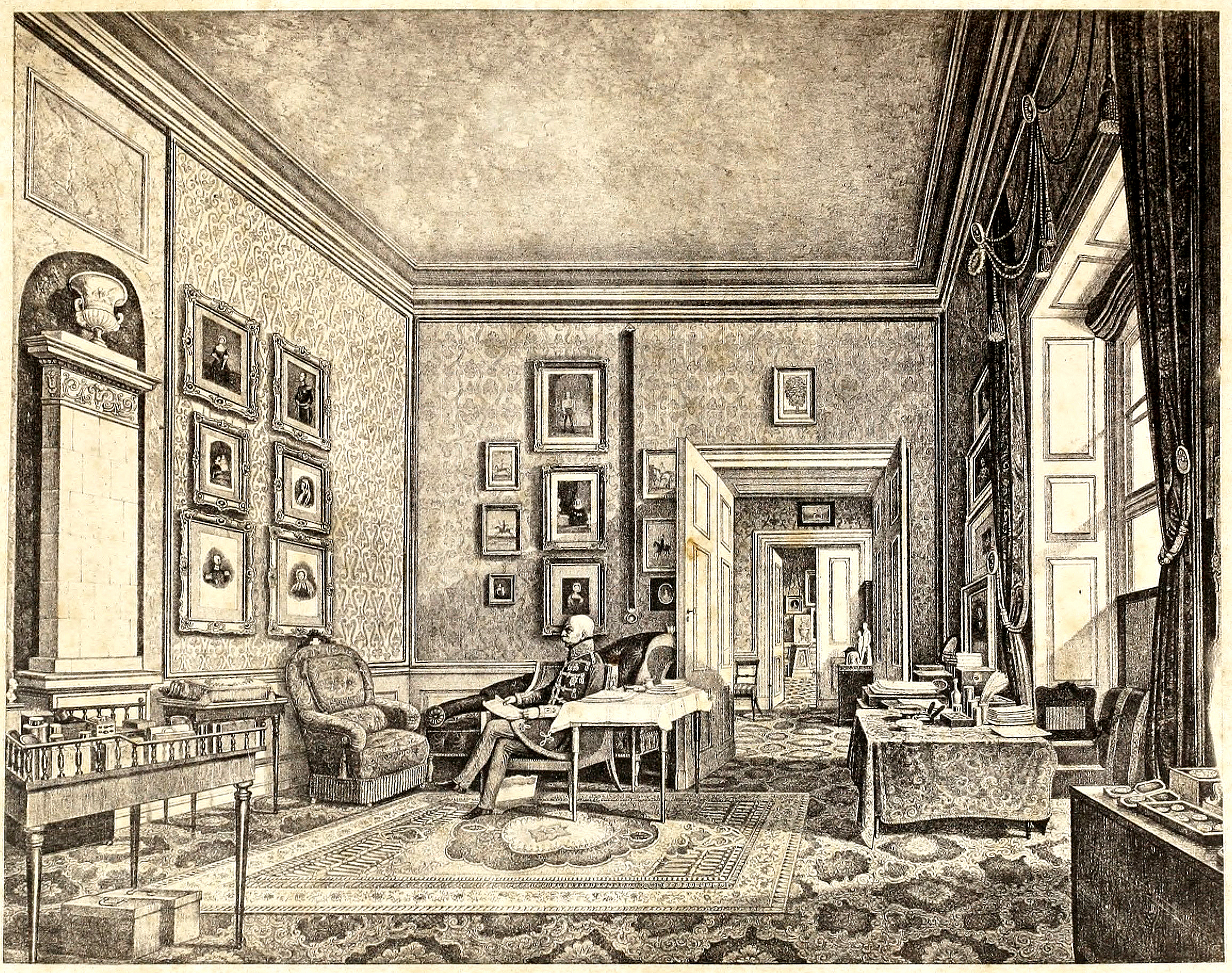
„Arbeitszimmer Sr. Höchstseligen Majestät des Königs (Ernst August) von Hannover“ im Alten Palais;
sw-Foto Degèles im Ernst August Album von 1861/62 einer um 1850 ursprünglich vielfarbigen Gouache von Johann Heinrich Wilhelm Kretschmer

Wilhelm August Degèles Bruder war der ab 1853 in Emden arbeitende Daguerreotypist Carl Degèle.
Zu Beginn der Deutschen Revolution trat Wilhelm August Degèle am 17. März 1848 der St. Johannisloge „Zum schwarzen Bär“ bei.
Im Adressbuch der königlichen Haupt- und Residenzstadt Hannover von 1850 wird Wilhelm August Degèle als „Tanzlehrer u(nd) Dagurerreotyp(ist)“ mit Sitz in der Koebelingerstraße 20 bezeichnet. In der Ausgabe von 1852 inserierte er erstmals im Adressbuch von Hannover, 1852 nannte er sich statt Daguerreotypist auch „Photograph“. Bis 1886 wird er als Photograph und Tanzlehrer, in der Ausgabe von 1887 nur noch als Tanzlehrer aufgeführt, ab 1888 wird kein Beruf mehr genannt, vermutlich hat er 68-jährig seine Berufstätigkeit aufgegeben.
Aus der Frühzeit der Fotografie ist ein Aufkleber für Daguerreotypien erhalten, der die Angaben aus dem Adressbuch von 1850 bestätigt. Eine Rückseite einer Carte de Visite verortet das „Photogr[apische] Atelier“ dann jedoch in der Luisenstraße 8II / [dem] |Hotel Royal gegenüber.
1861 gab Degèle ein Buch mit Ansichten der Herrschaftlichen Schlösser und Gärten vor Hannover (= u. a. Herrenhäuser Gärten) zu Anfang des 18ten Jahrhunderts heraus. Hierbei handelte es sich überwiegend um 16 abfotografierte Zeichnungen und Kupferstiche von J. J. Müller und Joost van Sasse.
Degèle war Mitglied in dem 1888 neugegründeten Photographischen Verein zu Hannover.

## Werke
- 1861: Ansichten der Herrschaftlichen Schlösser und Gärten vor Hannover in ihrer ursprünglichen Gestalt zu Anfang des achtzehnten Jahrhunderts / nach Zeichnungen und Kupferstichen von J. J. Müller und J. v. Sasse photographirt von W. A. Degele, Hannover, 1861[7]

## Fotos

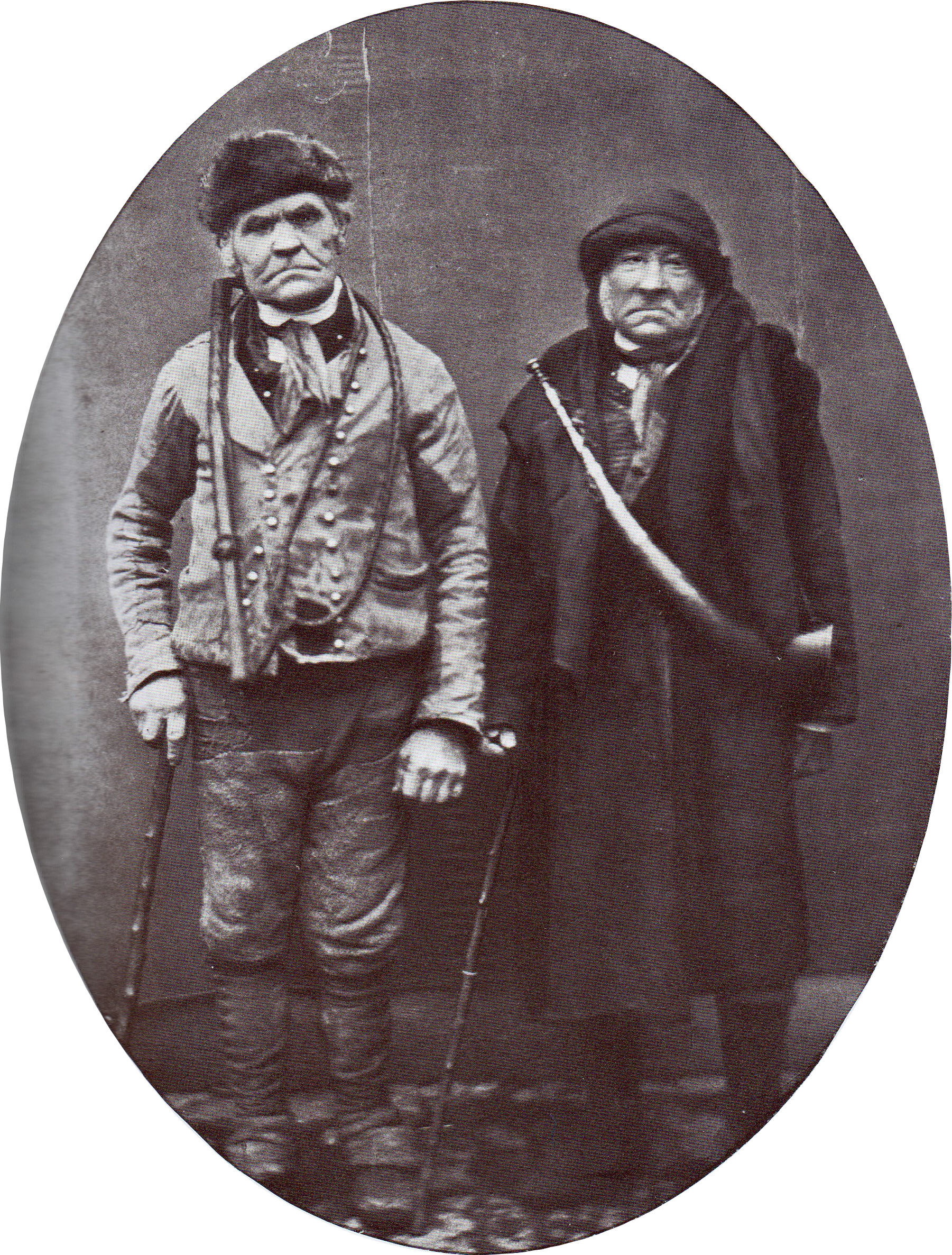
Hannoversche Originale

- Erhalten sind mehrere Porträt-Daguerreotypien (in Privatbesitz): Neben zwei „Damenbildnissen“ ein weiteres mit „F[riedrich] C[ristoph] Lübcke“ bezeichnetes um 1855.[9]
- Im 1862 erschienenen Ernst-August-Album zur Erinnerung an die Einweihung des Ernst-August-Denkmals sind zwei Fotografien Degèles veröffentlicht:[10]
  - das Arbeitszimmer des verstorbenen Königs Ernst August nach einer Kreidezeichnung von Wilhelm Kretschmer[11] und
  - eine fotografische Aufnahme aus dem Inneren des königlichen Mausoleums im Berggarten mit den Sarkophagen des Königs und seiner Gemahlin, Königin Friederike.[12]
- Ein ovales Foto im Besitz des Historischen Museums Hannover, tituliert „Hannoversche Originale, um 1863“, hergestellt im nassen Kollodiumverfahren und „von unbekannter Hand mit »Degèle« beschriftet“. Es zeigt vermutlich einen städtischen Nachtwächter und einen Gemeindehirten mit ärmlicher Kleidung und Requisiten, die „zur niedrigsten Gruppe der öffentlichen Bediensteten“ gehörten.[13]
- Ein Abzug auf Albuminpapier, der ebenfalls im Besitz des Historischen Museums Hannover ist, zeigt „Ernst von Bandel […] vor 1872“. „Die Aufnahme […] zeigt den Bildhauer vor seiner Werkstatt, die in der Eisenstraße 1, südöstlich des Bahnhofs, lag, zusammen mit dem bereits fertiggestellten Kopf seines Hermannsdenkmals und einem kleinen Modell des Gesamtdenkmals“. Vermutet wird, dass das Foto für den doppelseitigen Holzstich von Carl Oesterley senior in der Gartenlaube von 1872 diente. Er erschien auf den Seiten 442 und 443 mit der Bildunterschrift „In der Geburtsstätte des Hermann-Denkmals. Nach der Natur aufgenommen“.[14][15]